# 桑田真樹
桑田 真樹（くわた まさき、1992年8月10日 - ）は、独立リーグの球団に所属していた元プロ野球選手（外野手）。
父は読売ジャイアンツなどで投手として活躍した桑田真澄、叔父はプロゴルファーの桑田泉。弟はブライダルモデルでミュージシャンのMatt。

## 経歴

### アマチュア時代
小学校4年生から軟式野球を始め、小学5年生で硬式野球に転向。中学時代はボーイズリーグに所属し、2年夏には外野手、遊撃手として全国大会でベスト16入りした実績を持つ。
桜美林高校時代は甲子園出場はなく、桜美林大4年から外野のレギュラーとして定着。
2014年10月7日にプロ志望届を提出したが、NPBのドラフト会議でどの球団からも指名されなかったことから、BCリーグの合同トライアウトを受験。11月28日に開かれたBCリーグのドラフト会議で、新潟アルビレックス・ベースボール・クラブから2位指名を受け、入団。

### BCリーグ時代
2015年には、新潟でリーグ戦50試合に出場。打率.233、2本塁打、16打点という成績を残したが、シーズン終了後の12月4日に、信濃グランセローズへ移籍することが発表された。
2016年には、信濃でリーグ戦53試合に出場。打率.246、2本塁打、20打点を記録した。シーズン終了後の11月21日に、翌2017年シーズンからBCリーグへ参入する滋賀ユナイテッドベースボールクラブへ移籍することが発表された。
2018年12月21日、滋賀を退団することが発表された。

## プレースタイル・人物
50メートル6秒2の俊足が武器で遠投95メートル。
NPBへの思い入れが強く、新潟での入団会見では「独立リーグで終わるつもりはない」と語り、将来的にはNPBでプレーすることを目標としていた。目標とする選手には元中日ドラゴンズの立浪和義を挙げ、「立浪さんのようにヒットを重ねたい。」と話した。
公式プロフィールには東京都出身となっているが、神奈川県川崎市出身とするものもある。

## 詳細情報

### 年度別打撃成績
| 年 度    | 球 団    | 試 合 | 打 数 | 得 点 | 安 打 | 二 塁 打 | 三 塁 打 | 本 塁 打 | 打 点 | 三 振 | 四 球 | 死 球 | 犠 打 | 犠 飛 | 盗 塁 | 併 殺 打 | 打 率 | 出 塁 率 | 長 打 率 | O P S |
| -------- | -------- | ----- | ----- | ----- | ----- | -------- | -------- | -------- | ----- | ----- | ----- | ----- | ----- | ----- | ----- | -------- | ----- | -------- | -------- | ----- |
| 2015     | 新潟     | 50    | 133   | 21    | 31    | 5        | 3        | 2        | 16    | 36    | 9     | 3     | 4     | 0     | 3     | 2        | .233  | .297     | .361     | .657  |
| 2016     | 信濃     | 53    | 142   | 14    | 35    | 6        | 1        | 2        | 20    | 32    | 14    | 2     | 2     | 1     | 1     | 3        | .246  | .321     | .345     | .666  |
| 2017     | 滋賀     | 42    | 80    | 7     | 9     | 3        | 0        | 0        | 5     | 25    | 7     | 3     | 2     | 2     | 0     | 0        | .113  | .207     | .150     | .357  |
| 2018     | 滋賀     | 45    | 135   | 18    | 36    | 1        | 1        | 4        | 19    | 26    | 27    | 1     | 0     | 1     | 4     | 0        | .267  | .390     | .378     | .768  |
| 通算:4年 | 通算:4年 | 190   | 490   | 60    | 111   | 15       | 5        | 8        | 60    | 119   | 57    | 9     | 8     | 4     | 8     | 5        | .227  | .316     | .327     | .643  |

### 背番号
- 3 （2015年）
- 66 （2016年）
- 23 （2017年 - 2018年）